# Arraksbulle

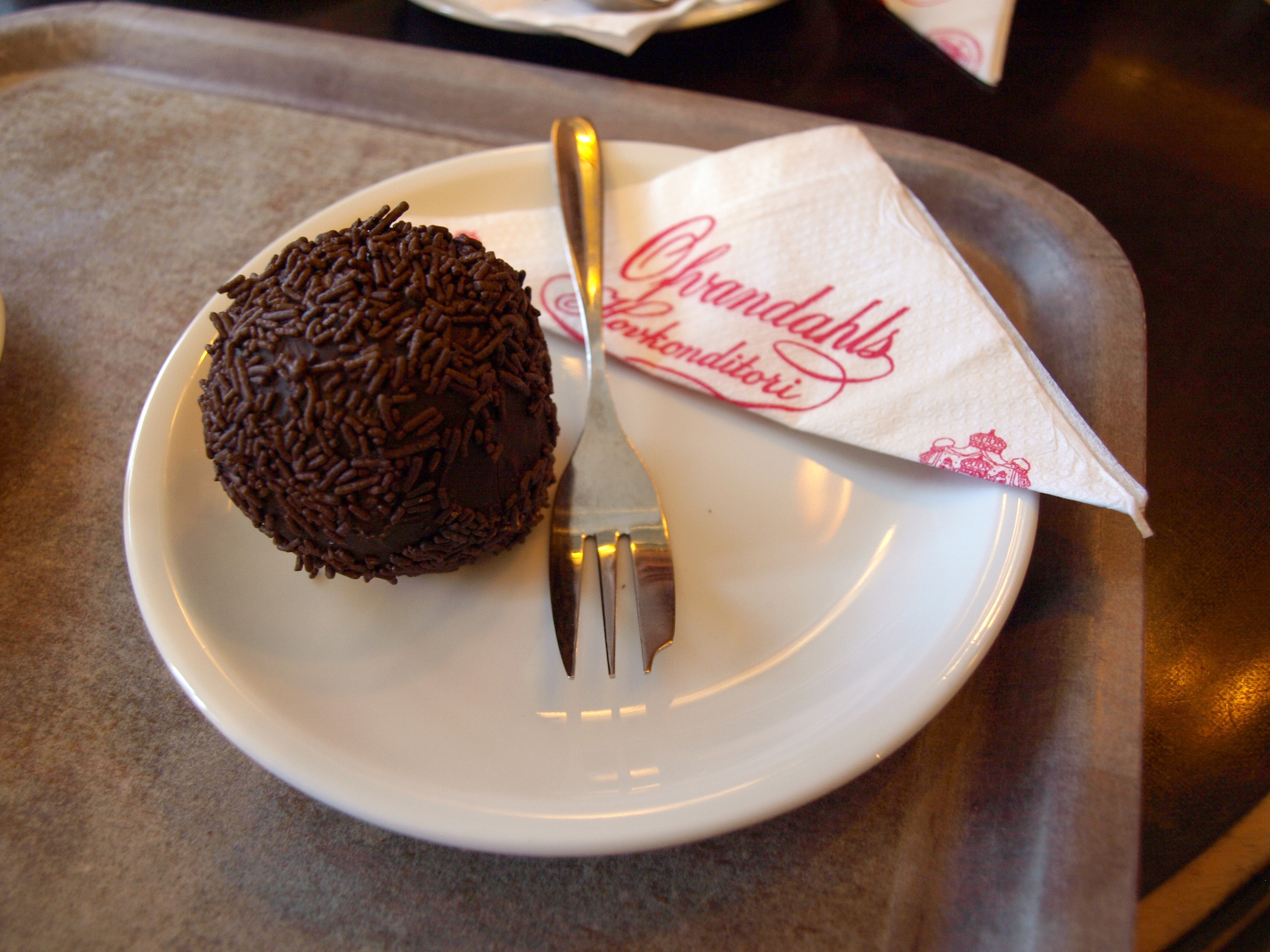
Arraksbulle

Die Arraksbulle (Plural Arraksbullar), eine Art Rumkugel, ist wie die Kanelbulle eine schwedische Backwarenspezialität. 
Die Arraksbulle, die auch Arraksboll oder Rombolle genannt wird, besteht hauptsächlich aus Margarine, kernigen Haferflocken, die manchmal zur Hälfte durch fein zerkrümelte Kekse ersetzt werden, Zucker, Kakaopulver, Vanillezucker und Arrak- bzw. Rumaroma oder echtem Rum. Aus dieser Teigmasse werden kleine Kugeln gerollt, die meist noch in Schokoladenstreusel gewälzt werden.
Nicht zu verwechseln ist die Arraksbulle mit einer weiteren schwedischen Spezialität, der Chokladboll. Beide haben die gleiche Form und meist die gleiche Größe, die Chokladbollar sind jedoch meist in Kokosraspeln gewälzt und enthalten nicht das für die Arraksbulle typische Arrak- oder Rumaroma.